# CHXR 73

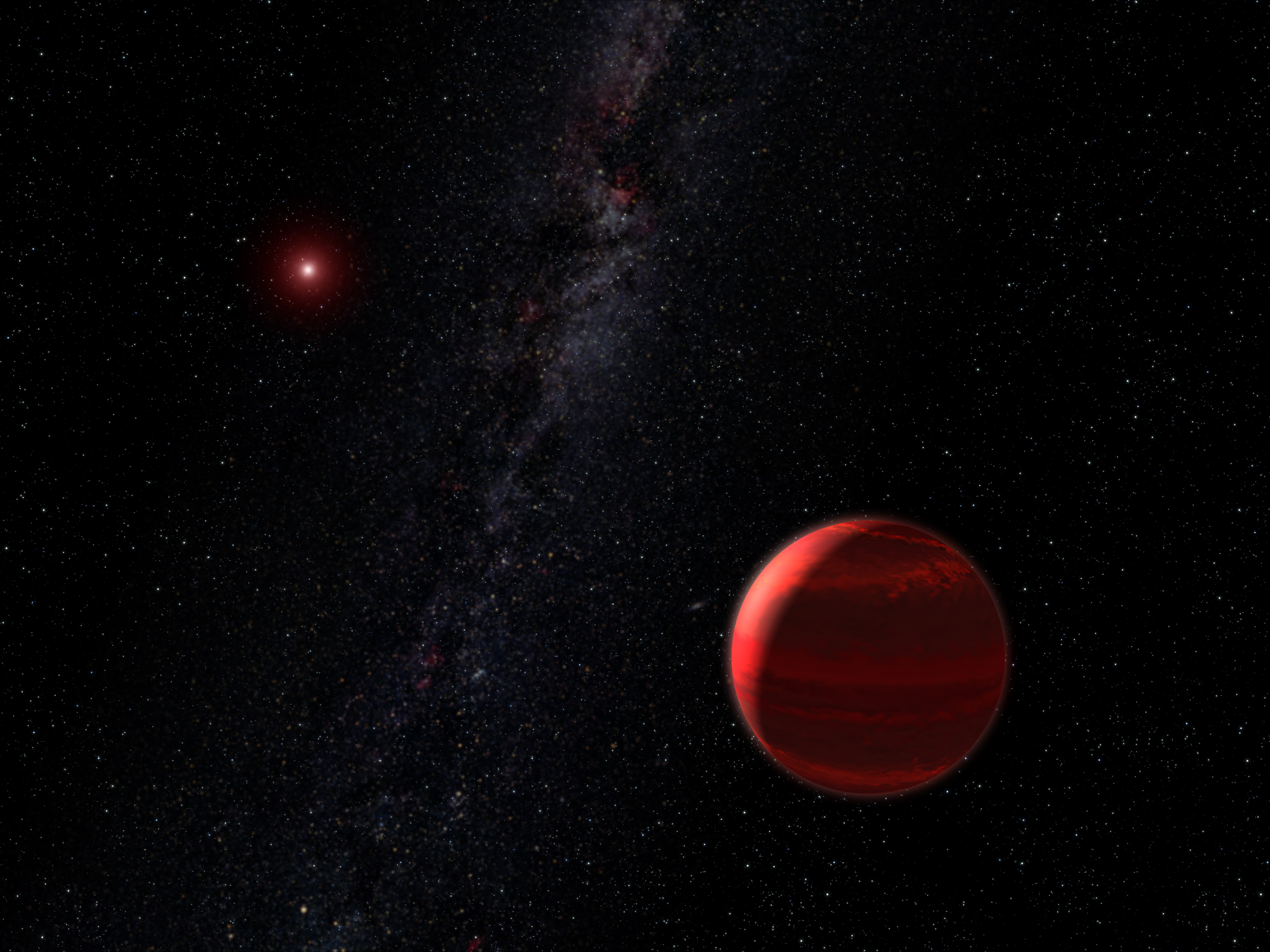
Animierte Darstellung des CHXR 73-Systems

CHXR 73 ist ein Stern im Sternbild Chamäleon. Er befindet sich in der Molekülwolke Cha I in circa 620 Lichtjahren Entfernung zur Erde. Mit einer Temperatur von 3490 K und einer Masse von 0,32 M☉ liegt er im typischen Spektrum Roter Zwerge, sein Radius von 0,83 R☉ ist jedoch verhältnismäßig groß, was durch sein junges Alter von nur 8 Millionen Jahren zu erklären ist.
2006 wurde per direkter Abbildung der Begleiter CHXR 73 b im System des Sterns entdeckt. Er umkreist das Zentralgestirn in einem Abstand von ungefähr 200 AU. Eine Besonderheit von CHXR 73 b ist, dass er mit 12+8−5 Jupitermassen (MJ) laut einer laufenden Kontroverse der Planetendefinition sowohl als Planet, als auch als Brauner Zwerg planetarer Masse (Sub-Brown-Dwarf) kategorisiert werden kann. Obwohl dieser Massebereich keinen Eintritt einer Kernfusion zulässt und der Himmelskörper nicht leuchtet, kann es bei entsprechender Metallizität zu einer (zeitlich begrenzten) Fusion von Deuterium kommen.

Für die Theorie der Kategorisierung von CHXR 73 b als brauner Zwerg spricht laut Experten außerdem der große Abstand des Himmelskörpers zu seinem Zentralgestirn. Laut der aktuellen Standardtheorie der Planetenentstehung bilden sich die Trabanten durch Verklumpungen innerhalb der Gasscheibe eines Sterns. Laut Modellrechnungen betrüge die maximal wahrscheinliche Distanz einer solchen Bildung im Umfeld eines Roten Zwergs etwa 31,3 Milliarden km (ca. 107 AE), für große, jupiterähnlichen Objekten (Gasriesen) sogar deutlich weniger (<4,8 Milliarden km, 32 AE). In der beobachteten Entfernung von 200 AE läge demnach schlichtweg zu wenig Materie für eine Planetenbildung dieser Dimension vor. vor Der Astronom Kevin Luhman, Mitarbeiter des internationalen Teams, welches CHXR 73 b entdeckte, hält einen lokalen Gravitationskollaps innerhalb einer Molekülwolke für den wahrscheinlichen Ursprung des Begleiters. Die Entstehungsgeschichte eines Himmelskörpers sei in Fragen der Kategorisierung der reinen Massebetrachtung vorzuziehen. Eine endgültige Einordnung sei jedoch erst durch eine hochauflösende Beobachtung möglich. Eine solche sei vermutlich bereits mit dem James-Webb-Weltraumteleskop möglich. Die direkte Beobachtung einer eventuell vorhandenen Akkretionsscheibe CHXR 73 b würde die Theorie des braunen Zwergs stärken und die beiden Objekte zum Doppelsternsystem erklären.